# Sportjahr 1872
Liste der Sportjahre

◄◄ | ◄ | 1868 | 1869 | 1870 | 1871 | Sportjahr 1872 | 1873 | 1874 | 1875 | 1876 | ► | ►►

Weitere Ereignisse

## Ereignisse

### Alpinismus
- 23. Juli: Johann Pinggera und Victor Hecht besteigen als erste den Lodner.
- 24. Juli: Bergführer Johann Pinggera gelingt gemeinsam mit Victor Hecht die Erstbesteigung der Östlichen Marzellspitze.
- 26. Juli: Johann Pinggera und Victor Hecht besteigen auch die Liebenerspitze als erste.
- 18. August: Victor Hecht besteigt mit den Bergführern Johann und Sepp Ausserhofer als erster den Wildgall.
- 27. November: Dem Geologen Wilhelm Reiß gelingt die Erstbesteigung des Cotopaxi.

### Fußball / Cricket
- 16. März: In The Oval Cricket Ground im Londoner Stadtteil Kennington wird um 15:05 Uhr das erste Pokalendspiel im Fußball angepfiffen. Der Wanderers FC gewinnt mit einem 1:0 gegen die Royal Engineers den FA Cup 1871/72.

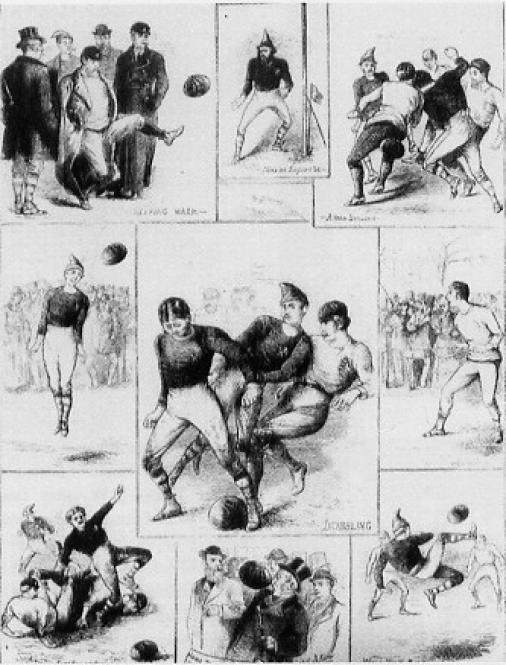
Bilder vom Fußballspiel Schottland – England

- 30. November: Das erste Fußballländerspiel wird zwischen Schottland und England in Glasgow ausgetragen und endet mit 0:0.
- In Glasgow wird der schottische Fußballclub FC Clydesdale gegründet, der dem Clydesdale Cricket Club angeschlossen ist.
- Der spätere Rugby-Union-Verein Swansea RFC wird als Fußballverein gegründet.
- Der Le Havre AC wird gegründet, ein Ereignis, für das es jedoch keinen gesicherten Nachweis gibt.
- Der FC Dumbarton, der viertälteste schottische Fußballclub, wird gegründet.

### Sonstige Ereignisse
- 23. März: In der Zeit von 21′15″ gewinnt Cambridge zum dritten Mal hintereinander das Boat Race gegen Oxford.
- Das bereits unter dem Namen Poona bekannte Badminton-Spiel wird vom Duke of Beaufort zum ersten Mal auf seinem Landsitz Badminton in England vorgestellt.
- Nach der Stiftung einer neuen Trophäe, des Claret Jug, kann The Open Championship im Golf nach einjähriger Pause wieder ausgetragen werden. Sieger ist neuerlich Young Tom Morris.
- Mit dem Gewinn der zweiten Meisterschaft der National Association beginnt die Dominanz der Boston Red Stockings, die bereits 1875 zur Auflösung der ersten professionellen Baseball-Liga führt.

## Geboren

### Januar bis April
- 04. Januar: Albert Tyler, US-amerikanischer Leichtathlet († 1945)
- 08. Januar: Nikolai Kolomenkin-Panin, russischer Eiskunstläufer und einziger Olympiasieger des Zarenreichs († 1956)
- 11. Januar: Wilfred Baddeley, britischer Tennisspieler und Wimbledonsieger († 1929)
- 15. Januar: Hugo Rüster, deutscher Ruderer († 1962)
- 17. Januar: Henri Masson, französischer Fechter († 1963)
- 25. Januar: Jesse Wallingford, britischer Sportschütze († 1944)
- 26. Januar: Arthur Blake, US-amerikanischer Leichtathlet und Olympiateilnehmer († 1944)

- 03. Februar: Sydney Howard Smith, englischer Tennis- und Badmintonspieler († 1947)
- 17. Februar: Wilhelm Kaufmann, deutscher Kunstturner († unbekannt)
- 24. Februar: John Arthur Jarvis, britischer Schwimmer († 1933)
- 24. Februar: Gustave Sandras, französischer Turner († 1951)

- 06. März: Agatha Morton, britische Tennisspielerin († 1952)
- 07. März: Robert Linzeler, französischer Segler († 1941)
- 10. März: Henri Arthus, französischer Segler († 1962)
- 11. März: Siegfried Flesch, österreichischer Fechter († 1939)
- 13. März: Josef Rosemeyer, deutscher Bahnradfahrer, Erfinder und Unternehmer († 1919)
- 16. März: Oskar Breitling, deutscher Radrennfahrer († um 1960)
- 21. März: John Aspin, britischer Segler († 1933)
- 21. März: Henry Burr, britischer Sportschütze († 1946)
- 29. März: Michael Kelly, US-amerikanischer Sportschütze († 1923)

- 06. April: Frederick Cresser, US-amerikanischer Ruderer († 1919)
- 08. April: Laurits Larsen, dänischer Sportschütze († 1949)
- 28. April: Carl Bonde, schwedischer Dressurreiter und Olympiasieger († 1957)
- 30. April: Half Moon, kanadischer Lacrossespieler († 1948)

### Mai bis August
- 04. Mai: Jacques Baudrier, französischer Segler († unbekannt)
- 14. Mai: Marcel Renault, französischer Automobilkonstrukteur und -rennfahrer († 1903)
- 21. Mai: Henri Jeannin, französisch-deutscher Rennfahrer und Unternehmer († 1965)
- 25. Mai: George Stuart Robertson, britischer Leichtathlet und Tennisspieler († 1967)
- 26. Mai: John Neely, US-amerikanischer Tennisspieler († 1941)
- 28. Mai: Charles Gmelin, britischer Leichtathlet († 1950)

- 10. Juni: Harald Natvig, norwegischer Sportschütze († 1947)
- 15. Juni: Thomas William Burgess, britischer Schwimmer und Wasserballspieler († 1950)
- 18. Juni: Sydney Sarel, britischer Leichtathlet († 1950)
- 27. Juni: Richard von Foregger, österreichischer Schwimmer († 1960)

- 05. Juli: Henrik Agersborg, norwegischer Segler († 1942)
- 07. Juli: Charles Crichton, britischer Segler († 1958)
- 10. Juli: John F. Foulkes, kanadischer Tennisspieler († 1948)
- 28. Juli: Fred Sanderson, US-amerikanischer Tennisspieler († 1928)

- 02. August: Allen West, US-amerikanischer Tennisspieler († 1952)
- 04. August: Emil Schön, deutscher Fechter († 1945)
- 06. August: Denis Carey, irischer Hammerwerfer († 1947)
- 25. August: Louis Napoléon Murat, französischer Reiter († 1943)
- 27. August: Arthur Everitt, britischer Degenfechter († 1952)

### September bis Dezember
- 03. September: Hugh Grogan, US-amerikanischer Lacrossespieler († 1950)
- 18. September: Adolf Schmal, österreichischer Fecht- und Radsportler († 1919)
- 22. September: Michael Begley, US-amerikanischer Ruderer († 1938)

- 04. Oktober: George Vivian, kanadischer Sportschütze († 1936)
- 05. Oktober: Carl Galle, deutscher Leichtathlet († 1963)
- 10. Oktober: Dionysios Kasdaglis, griechisch-ägyptischer Tennisspieler († 1931)
- 14. Oktober: Reginald Doherty, englischer Tennisspieler († 1910)
- 14. Oktober: Ole Østervold, norwegischer Segler († 1936)
- 14. Oktober: Momcsilló Tapavicza, ungarischer Tennisspieler, Gewichtheber und Ringer († 1949)
- 15. Oktober: August Nilsson, schwedischer Leichtathlet und Tauzieher († 1921)
- 20. Oktober: John Hendrickson, US-amerikanischer Sportschütze († 1925)
- 24. Oktober: Peter O’Connor, irischer Leichtathlet († 1957)
- 26. Oktober: Harold Fraser, US-amerikanischer Golfspieler († 1945)
- 26. Oktober: Jean Le Bret, französischer Segler († 1947)
- 27. Oktober: Alphonse Allaert, belgischer Bogenschütze († unbekannt)
- 27. Oktober: Hermund Skjerven, norwegischer Sportschütze († 1952)

- 05. November: Gustav Casmir, deutscher Fechter († 1910)
- 13. November: Bernard Knubel, deutscher Radrennfahrer († 1957)
- 14. November: Henri Baur, österreichischer Ringer, Diskuswerfer und Tauzieher († 1932)
- 14. November: Pierre Selderslagh, belgischer Fechter († 1955)
- 23. November: Waldemar Steffen, deutscher Leichtathlet († 1965)

- 02. Dezember: Carl Lehle, deutscher Ruderer († 1939)
- 03. Dezember: Maurice Larrouy, französischer Sportschütze († unbekannt)
- 04. Dezember: Robert Hutton, britischer Sportschütze († 1920)
- 05. Dezember: Harry Nelson Pillsbury, US-amerikanischer Schachspieler († 1906)
- 06. Dezember: Alexander Turnbull, kanadischer Lacrossespieler († 1956)
- 09. Dezember: Adolphe Grisel, französischer Leichtathlet und Turner († 1942)
- 19. Dezember: Fritz Wildung, deutscher Politiker und Sportfunktionär († 1954)
- 24. Dezember: Adam Gunn, US-amerikanischer Leichtathlet († 1934)
- 24. Dezember: Frederick Semple, US-amerikanischer Golf- und Tennisspieler († 1927)
- 30. Dezember: Jonathan Honorez, französischer Turner († 1941)
- 30. Dezember: William Larned, US-amerikanischer Tennisspieler († 1926)

### Genaues Geburtsdatum unbekannt
- Spyridon Chazapis, griechischer Schwimmer († unbekannt)
- René Grandjean, französischer Fußballspieler († unbekannt)
- Pedro Mendy, uruguayischer Fechter († 1943)
- Georgios Psachos, griechischer Tauzieher († unbekannt)
- Richard Röstel, deutscher Gerätturner († unbekannt)
- Fritz Sauer, deutscher Kunstturner († unbekannt)
- George Skinner, britischer Sportschütze († 1931)
- Georgios Tsitas, griechischer Ringer († unbekannt)

## Gestorben
- 24. Februar: William Webb Ellis, englischer Geistlicher, angeblicher Erfinder des Rugby (* 1806)
- 28. Oktober: Pierre Saint-Amant, französischer Schachmeister (* 1800)